# Roland W. Betts
Pour les articles homonymes, voir Betts.
Roland Whitney Betts (25 mai 1946) est un investisseur américain, producteur de cinéma, propriétaire du Chelsea Piers (en) à New York. Camarade de classe et frère de la fraternité Delta Kappa Epsilon (DKE) de George W. Bush, Betts était le principal propriétaire du partenariat avec Bush pour l'équipe des Texas Rangers.
Roland et Lois Betts ont célébré leur 40e anniversaire de mariage en 2012. Ils ont deux filles, Margaret  et Jessica.

## Biographie
Betts est né à Laurel Hollow, Long Island, fils d'un banquier d'investissement pour la Fondation Vincent Astor. Il a grandi à Syosset, Long Island.
En 1968, après avoir obtenu son diplôme de l'Université Yale, Betts y a travaillé comme enseignant et directeur adjoint jusqu'en 1975. En 1978, Betts a écrit Acting Out: Coping with Big City Schools, un livre qui explore ses expériences dans le système scolaire public. Après avoir obtenu son diplôme de la Columbia Law School en 1978, il pratique le droit dans le département divertissement de Paul, Weiss, Rifkind, Wharton &amp; Garrison jusqu'à ce qu'il se lance dans une carrière de producteur cinématographique. En 1980, il a été nommé président d'International Film Investors, Inc., qui a produit et financé des films comme Gandhi et The Killing Fields . En 1983, il fonde avec Tom Bernstein Silver Screen Management, Inc. (précurseur des Silver Screen Partners ) , qui finance et produit plus de 75 films avec la Walt Disney Company, dont Pretty Woman (1990), Les Aventures de Rocketeer (1991) et Trois Hommes et un bébé (1987).
Les Texas Rangers ont été achetés en 1989 par un groupe d'investisseurs réunis par Roland W. Betts et George W. Bush. Pendant neuf ans, Betts a été le principal propriétaire du Texas Rangers Baseball Club. Depuis 1992, Roland W. Betts est fondateur et président de Chelsea Piers Inc., qui a développé et exploite le complexe Chelsea Piers Sports and Entertainment.
Betts a été Senior Fellow de la Yale Corporation, membre du conseil consultatif de la Yale School of Management, et est administrateur de nombreuses organisations, notamment : l'American Museum of Natural History, le Memorial Sloan-Kettering Cancer Center, la Columbia University Law School et la Fondation du parc national. M. Betts a été nommé administrateur et trésorier du John F. Kennedy Center for the Performing Arts.
De 2001 à 2006, George Pataki nomme Betts au conseil d'administration de la Lower Manhattan Development Corporation et Betts préside le comité chargé de la reconstruction du World Trade Center.
Roland W. Betts a également été un contributeur important à la campagne électorale de Bush en 2000, aidant à collecter plus de 100 000 $ pour cette campagne, déposant également environ 50 000 $ pour la célébration de l'inauguration de Bush. Bush a été vu en visite chez les Betts dans leurs maisons de vacances à Jackson Hole et Santa Fe.